# Dan Simmons
Dan Simmons (Peoria, Illinois, EUA, 4 d'abril del 1948) és un escriptor estatunidenc. La seva obra comprèn moltes obres de ciència-ficció, la més coneguda de les quals és Hiperió, guanyadora dels premis Hugo i Locus de ciència-ficció del 1990. Hiperió és la primera novel·la de la tetralogia Els cants d'Hiperió, completada per La caiguda d'Hiperió, Endimió i L'ascens d'Endimió. A més de ciència-ficció, Dan Simmons ha conreat altres gèneres, com ara la fantasia, el terror o la novel·la policíaca.

## Biografia
Va néixer el 4 d'abril de 1948, a Peoria, Illinois, Estats Units d'Amèrica. Va viure i créixer a diverses ciutats del Midwest, entre elles Brimfield (Illinois). Dan va obtenir el títol de B.A. en llengua anglesa (equivalent a una llicenciatura). Va guanyar un premi "Phi Beta Kappa" durant el segon any per la seva excel·lència en ficció, periodisme i art.
El 1971 va obtenir el títol de mestratge en Educació per la Universitat Washington a Saint Louis. Després d'això va treballar durant 18 anys com a mestre d'ensenyament primari.
La primera obra publicada de Dan Simmons va veure la llum el 15 de febrer de 1982, el dia que la seva filla Jane Kathryn nasqué. Dan Simmons esdevé escriptor amb dedicació exclusiva el 1987, i viu al Front Range de Colorado.

## Obres
Els Cants d'Hiperió
1. Hiperió (1989) - Premi Hugo 1990, Premi Locus 1990 (Ciència Ficció)
2. La caiguda d'Hiperió (1990)
3. Endimió (1996)
4. L'ascens d'Endimió (1997)

Ilium/Olympos
1. Ilium (2003) - Premi Locus 2004
2. Olympos (2005)

Joe Kurtz
1. Hardcase (2001)
2. Hard Freeze (2002)
3. Hard as Nails (2003)

Altres llibres
- Song of Kali (1985) - Premi Mundial de Fantasia 1986
- Carrion Comfort (1989) - Premi Bram Stoker 1989
- Phases of Gravity (1989)
- Entropy's Bed at Midnight (1990)
- Prayers to Broken Stones (1990, col·lecció de novel·les curtes)
- Summer of Night (1991)
- Summer Sketches (1992, col·lecció de novel·les curtes)
- Children of the Night (1992) - Premi Locus 1993 (Terror)
- Lovedeath (1993, col·lecció de novel·les curtes)
- The Hollow Man (1992)
- Fires of Eden (1994)
- The Crook Factory (1999)
- Darwin's Blade (2000)
- A Winter Haunting (2002)
- Worlds Enough & Time (2002, col·lecció de novel·les curtes)
- The Terror (2007)
- Drood (pendent de publicació)